# Pro Evolution Soccer 2
Pro Evolution Soccer 2 (Известная в Японии, как World Soccer: Winning Eleven 6 Final Evolution и Северной Америке, как World Soccer: Winning Eleven 6 International) — видеоигра в жанре футбольного симулятора; является второй игрой серии Pro Evolution Soccer, издаваемой Konami. Игра вышла 25 октября 2002 года. Это первая и единственная игра, выпущенная на Nintendo Gamecube (только для Японии), а также последняя в серии, вышедшая на PlayStation.
Заглавной песней игры является We Will Rock You группы Queen. Также в игру вошла песня We Are the Champions.

## Команды
В игру вошли 56 сборных и 40 клубов. Единственная полностью лицензированная сборная — Япония, остальные сборные либо частично лицензированы (лицензированы только игроки), либо не имеют лицензии вообще. Все нидерландские футболисты в игре называются Oranges (например, Эдвин ван дер Сар называется Oranges025 и т. д.) из-за отсутствия права у компании использовать фамилии игроков от Королевского футбольного союза Нидерландов. Впервые в серии появляются сборные Коста-Рики, Сенегала и Эквадора. Футбольные клубы лицензированы частично (лицензированы только игроки) и теперь не носят названия городов (например, московский Спартак именуется Valdai, мюнхенская Бавария — Anhalt и т. д.). В версии для PlayStation 32 клуба, за них играть в товарищеских матчах нельзя.

## Разработка
World Soccer: Winning Eleven 6 была выпущена в Японии 25 апреля 2002 года на PlayStation 2. В этот же день она была выпущена на приставку PlayStation как World Soccer: Winning Eleven 2002. Также вышел порт на Gameboy Advance. Это 6 игра серии World Soccer: Winning Eleven, приуроченная к предстоящему Чемпионату мира в Японии и Южной Корее, в игру были включены все 32 участника турнира. Все особенности и нововведения перекочевали в Pro Evolution Soccer 2.

## Отзывы
| Сводный рейтинг    | Сводный рейтинг                         |
| Агрегатор          | Оценка                                  |
| ------------------ | --------------------------------------- |
| GameRankings       | 90,54 %                                 |
| Metacritic         | (EU) 93/100 (US) 93/100                 |
| Иноязычные издания |                                         |
| Издание            | Оценка                                  |
| AllGame            | [ 4 ]                                   |
| Edge               | 9/10                                    |
| EGM                | 9/10                                    |
| Eurogamer          | 9/10                                    |
| Famitsu            | 36/40 (J.League Winning Eleven 6) 34/40 |
| Game Informer      | 9/10                                    |
| GamePro            | [ 12 ]                                  |
| GameRevolution     | [ 13 ]                                  |
| GameSpot           | 9/10                                    |
| GameSpy            | [ 15 ]                                  |
| GameZone           | 8,5/10                                  |
| IGN                | 9/10                                    |
| OPM                | [ 18 ]                                  |
| BBC Sport          | 90 %                                    |
| The Village Voice  | 8/10                                    |

Pro Evolution Soccer 2 получила признание критиков по версии Metacritic. В Японии, Famitsu дал 36 из 40, а игре J.League Winning Eleven 6 34 из 40
Версия игры на PlayStation 2 получила «Platinum» от Entertainment and Leisure Software Publishers Association (ELSPA), было продано 300,000 копий в Великобритании.
Веб-сайт Ranker назвал Pro Evolution Soccer 2 лучшей футбольной игрой на PlayStation 2.